# Clarence d'Entremont
Clarence Joseph d'Entremont, né le 15 mars 1909 à Pubnico-Ouest (Nouvelle-Écosse) et mort le 13 novembre 1998, est un historien et généalogiste canadien spécialiste de l'Acadie.

## Publications
- Histoire du Cap-Sable de l'an mil au Traité de Paris, 1763 (préf. Marcel Trudel), Eunice (LA), Hébert Publications, 1981, 5 vol., CXCIII-2385 p.
- Nicolas Denys : sa vie et son œuvre (Reproduction annotée et commentée du livre de Nicolas Denys), Yarmouth (NE), L'imprimerie Lescarbot, 1982, 623 p..